# Viking Crown
I Viking Crown furono una band statunitense di genere black metal formatasi nel 1999 e scioltasi nel 2001.

## Storia del gruppo
La band si è formata nel 1999 come secondo progetto del musicista dei Pantera Phil Anselmo che ingaggiò come cantante Killjoy e Opal, sua futura moglie, come tastierista. Il gruppo ha pubblicato 2 album e un EP. Il loro genere si rifaceva al vecchio black di fine anni ottanta, fortemente ispirato da gruppi come Mayhem e Darkthrone.

## Formazione
- Killjoy (Necrophagia)
- Phil Anselmo (Pantera, Superjoint Ritual e Down)
- Stephanie Windstein (Opal Enthroned)

## Discografia
- 1999 - Unorthodox Steps of Ritual (EP)
- 2000 - Innocence from Hell
- 2001 - Banished Rhythmic Hate